# یوسف عبدالسلامف
یوسف عبدالسلامف (به روسی: Юссеф Абдулсаламов) (به تاجیکی: Юсуп Абдусаломов) (زادهٔ ۸ نوامبر ۱۹۷۷) کشتی‌گیر داغستانی‌الاصل پیشین اهل روسیه است که در دسته‌های ۷۴ و ۸۴ کیلوگرم کشتی آزاد برای کشور تاجیکستان رقابت کرده‌است. او با کسب مدال نقره المپیک ۲۰۰۸ پکن پرافتخارترین ورزش‌کار المپیکی تاجیکستان پس از استقلال این کشور است. عبدالسلامف همچنین برندهٔ یک مدال نقره مسابقات قهرمانی کشتی جهان (۲۰۰۷) و یک نقره بازی‌های آسیایی (۲۰۰۲) است.
عبدالسلامف در المپیک ۲۰۰۸ پکن، با شکست مدعیانی از جمله تاراس دانکو از اوکراین و سرهات بالچی از ترکیه به فینال راه پیدا کرد اما در فینال با شکست برابر رواز میندوراشویلی گرجستانی به مدال نقره رسید.

## گزینشی المپیک ۲۰۱۲
یوسف عبدالسلام اف موفق شد در مسابقات گزینشی کسب سهمیه المپیک ۲۰۱۲ لندن در وزن ۸۴ کیلوگرم به مقام قهرمانی دست پیدا کند . در این وزن ۲۶ کشتی گیر حضور داشتند که عبدالسلام اف در دور اول (۴_۰) و (۰-۴) و (۶-۰) بر گوان اوک کیم از کره جنوبی پیروز شد و بعد (۴-۰ ) و (۰-۶) و (۷-۰) امزاروس بنی تنیدیس از یونان را مغلوب کرد و در دور نیمه نهایی محمدرضا اسفیدانی از عراق را با نتیجه (۵_۷) و (۴_۲)و (۴_۱) شکست داد و به فينال رسید و مجوز حضور در المپیک را در جیب گذاشت عبداسلام اف در دیدار نهایی اورگودول از مغولستان رو با نتایج (۷_۰) و (۶_۰) برد و به مقام قهرمانی رسید